# 土山鉄次
土山 鉄次（つちやま てつじ、1885年 - 1946年）は日本自由メソジスト教会に属した牧師である。

## 生涯
喜田川広、渡辺善太らと共に、アメリカのパサデナ大学で学んだ。中田重治の指名で、聖書同盟の理事の一人になった。1930年10月に開催された秋の全国リバイバル大会に、御牧碩太郎、中田重治と共に大会委員になった。
1940年11月に、自由メソジスト、日本ナザレン教団、日本同盟基督教団、世界宣教団が合同して日本聖化基督教団が大阪の自由メソジスト神学校で結成され、土山が総理に選ばれる。機関紙「聖化」が創刊された。1941年に日本基督教団の成立と共に日本基督教団の第8部の参与になる。終戦から一年後に死去する。